# Walter Ciappi
Walter Ciappi (Buenos Aires, 28 aprile 1952) è un allenatore di calcio ed ex calciatore argentino, di ruolo portiere.

## Carriera

### Giocatore
Vanta 182 presenze in Serie B con le maglie di Cesena, Pisa, Taranto e Campobasso. Con il Cesena, sia pure con una sola presenza all'attivo, ha ottenuto la promozione in Serie A nella stagione 1972-1973.

### Allenatore
È stato collaboratore fidato di Bruno Bolchi negli ultimi anni della sua carriera.

## Palmarès

### Giocatore
- Serie D: 1

Sangiovannese: 1973-1974 (girone E)